# Malé Vozokany
Malé Vozokany é um município da Eslováquia, situado no distrito de Zlaté Moravce, na região de Nitra. Tem 5,86 km² de área e sua população em 2018 foi estimada em 308 habitantes.

## Demografia
| Ano:        | 1994 | 2004   | 2014    | 2024    |
| ----------- | ---- | ------ | ------- | ------- |
| Broj ljudi: | 308  | 325    | 272     | 359     |
| Razlika:    |      | +5,51% | -16,30% | +31,98% |

| Ano:               | 2023 | 2024 |
| ------------------ | ---- | ---- |
| Número de pessoas: | 359  | 359  |
| Diferença:         |      | +0%  |